# Здравица (Прокофьев)
«Здра́вица», op. 85 — кантата для смешанного хора и симфонического оркестра С. С. Прокофьева, написана в 1939 году. Создана композитором по заказу Всесоюзного радио к 60-летию И. В. Сталина. Авторы текста неизвестны.

## История создания
С 1918 года Сергей Прокофьев покинул охваченную Гражданской войной Россию и до 1936 года постоянно проживал за границей, активно гастролируя в Европе и США. В этот период он совершил несколько концертных турне в СССР, где его стали уговаривать остаться и работать на родине. В 1936 году композитор с семьёй окончательно переехал в СССР и обосновался в Москве. В начале 1930-х годов он задумывался над созданием музыки, связанной с советскими реалиями. По этому поводу в статье для газеты «Вечерняя Москва» от 6 декабря 1932 года он писал: «Какой сюжет я ищу? Не карикатуру на недостатки, высмеивающие отрицательные черты нашей действительности. Привлекает сюжет, утверждающий положительное начало. Героика строительства. Новый человек. Борьба и преодоление препятствий. Такими настроениями, такими эмоциями хочется насытить большие музыкальные полотна». Однако в то время он ещё не был готов к созданию такого произведения, так как «ещё не ясен был музыкальный язык, которым надо было говорить о советской жизни». Позже он писал, что из этой общей идеи возникла «Кантата к двадцатилетию Октября», созданная им в 1937 году. Израиль Нестьев писал в 1939 году в духе времени об отражении советской тематики в творчестве композитора: «Очень интересно и отрадно наблюдать, как этот замечательный мастер неуклонно и естественно приближается к овладению советской тематикой, преодолевая нарочитую упрощённость и досадную примитивность, свойственную его первым советским песням».
Кантата «Здравица» была написана в 1939 году на народные тексты. В выступлении по Московскому радио, транслировавшемуся на Америку 10 декабря 1940 года, композитор сказал, что в сочинении «использованы слова народов, населяющих Советский Союз». В партитуре кантаты публикации «Государственного музыкального издательства» 1947 года указано: «текст народный», «слова народные», «Здравица» написана на «русский, украинский, белорусский, кумыкский, курдский, марийский и мордовский народные тексты». Биографы С. С. Прокофьева И. В. Нестьев, В. П. Варунц и И. Г. Вишневецкий ссылались на названные указания в партитуре. Музыковед Израиль Нестьев отмечал, что по настоянию композитора в текст кантаты были включены слова «из современных народных песен, давно привлекавших его внимание».
По Нестьеву, литературная основа произведения была отобрана самим Прокофьевым при помощи редактора Всесоюзного радио Дины Ермиловой. По версии музыковеда Владимира Орлова (2013), тексты, использованные Прокофьевым, в действительности были стилизованы профессиональными поэтами под народную поэзию, однако, имена этих «профессиональных поэтов» у Орлова не названы. В послесталинский период редакцию текста осуществил Алексей Машистов, изъяв из него упоминания Сталина.
Первое исполнение состоялось 21 декабря 1939 года в Большом Московской зале консерватории под управлением дирижёра Н. С. Голованова в день 60-летия Сталина. Первое издание партитуры вышло в 1941 году в «Музгизе». Предполагалось, что переложение для пения с фортепиано будет поручено П. А. Ламму, выразившему автору своё письменное согласие летом 1943 года, но в итоге оно было сделано Л. Т. Атовмяном (Музгиз, 1946).

## Критика
На мотивы, подтолкнувшие Прокофьева к созданию хвалебного произведения в честь Сталина, а также на художественные достоинства кантаты существуют противоположные точки зрения. По оценке пианиста Святослава Рихтера, Прокофьев был человеком, который не очень-то придерживался принципов. По его словам, он вполне мог написать музыку по официальному заказу, например «Здравицу» — хвалебную оду к очередному юбилею Сталина: «Он делал это даже с каким-то нахальством, какой-то благородной аморальностью: „Сталин? Какой Сталин? Ну да! А почему бы и нет? Я всё умею, даже такое“. Речь шла о том, чтобы сочинять музыку, а делать это он умел…». К данной оценке искусствовед М. В. Аплечеева относится с изрядной долей критики. В то же время Рихтер высоко оценивал собственно музыкальные достоинства кантаты, описывая её как «чудо»: «Не забыть впечатления от одного из самых лучших его сочинений — коротенькой „Здравицы“. Это озарение какое-то…». Высоко ставил это произведение и дирижёр Геннадий Рождественский, который ценил его музыку и прежде всего мелодику. Что касается политической составляющей этого сочинения, то дирижёр склонен считать, что здесь нет какого-либо желания понравиться советской власти, а скорее наоборот: «Нет, я думаю, что он смеялся над его текстом. Не верил в него внутренне».
И. Г. Вишневецкий полагает, что в «Здравице» С. С. Прокофьев воплотил мечту скрябинианцев и провинциальных модернистов, выраженную в 1924 году рапмовским критиком Л. Л. Калтатом о «создании здоровой эротической музыки, бодрой любовной песни», непременно в мажорном ключе, способствующей «упрощению и оздоровлению взгляда молодёжи на половые отношения». В то время как Стравинский пересоздал родовой ритуал в «Весне священной», Прокофьев в «Здравице» «сдвигается в сторону ритуального брака власти и земли, власти и народа». В кантате Сталин предстаёт как «определённо сексуальный образ», «как фаллическое божество: всеобщий „муж“ и „отец“».
По мнению музыковеда И. С. Воробьёва, каркасом сюжета является «мифологический тоталитарный хронотоп». Автор статьи пришёл к выводу о том, что Прокофьев намеренно скомпилировал текст с целью выстраивания сложной квазилитургической конструкции и создания советской «литургии», но во «втором пришествии» «грозного Судии» в лице Сталина композитор подразумевал Антихриста. Воробьёв предположил, что именно в этом крылась разгадка холодного отношения Сталина к кантате.
М. В. Аплечеева отметила недостаточную изученность незаслуженно забытого шедевра Прокофьева, долгое время помещённого «где-то на периферии отечественного и зарубежного прокофьеведения». Его эпизодические упоминания сменились устойчивым интересом профессионалов лишь в последние годы. Исследовательница высоко оценила опус Прокофьева: «По совершенству исполнения кантаты „К XX-летию Октября“ и „Здравица“, несомненно, относятся к вершинам творчества гениального композитора».